# Getry harcerskie
Getry (z fr. guêtre – getr, kamasz), sztuce (od niem. stutzen – obcinać)  – część umundurowania harcerskiego. Są to getry do kolan, w różnych kolorach, na nie zakłada się krótsze skarpety "wywijki" nakładane na buty.